# 迎香穴
迎香穴（げいこうけつ）は、手の陽明大腸経に所属する20番目の経穴である。

## 部位
鼻孔の外5分、鼻唇溝中に取穴する

## 名前の由来
香りすなわちにおいを迎えることから名づけられた。

## 効能
名前の通り、鼻づまり、嗅覚異常、鼻血、鼻水、蓄膿症などの鼻疾患に多く使われる。その他、顔面神経麻痺、顔面部の痒み、顔面浮腫にも使う。